# Козаченко, Василий Павлович
Василий Павлович Козаче́нко (12 [25] марта 1913, Новоархангельск, Херсонская губерния — 2 марта 1995, Киев) — украинский писатель-прозаик.

## Биография
Родился 12 (25 марта) 1913 года в селе Новоархангельск (ныне Кировоградская область, Украина) в крестьянской семье.
Окончил местную семилетку, учился на литературном факультете Уманского института социального воспитания, работал учителем, также — в райкоме комсомола. В 1938 году окончил филологический факультет КГУ имени Т. Г. Шевченко.
В 1939—1941 годах работал в редакции журнала «Советская литература».
Как и большинство советских писателей, с первого дня Великой Отечественной войны Козаченко — в действующей армии. «После летних боев и обороны Киева — вспоминает писатель, — я, человек 27 лет, командир взвода запасников и начинающий автор двух небольших книжечек, попал в окружение и оказался на оккупированной гитлеровцами территории».
Был командиром стрелкового взвода, во время Киевской оборонительной операции 1941 года попал в окружение, присоединился к подполью, был одним из организаторов партизанского отряда имени Чапаева на Кировоградщине.
Подпольная работа дала писателю исключительно важный и достоверный материал для творчества, которое он не прекращает и в эти тяжелые годы. Вернувшись весной 1944 года к освобождению Киева, В. Козаченко привез с собой и напечатал в журналах и отдельной книгой 17 рассказов и повесть «Цена жизни».
После войны работает в редакциях республиканских журналов «Вітчизна» и «Дніпро». С 1959 года — ответственный секретарь, заместитель председателя, 1-й заместитель председателя, в 1973—1979 годах — 1-й секретарь правления СПУ; секретарь правления СП СССР, председатель совета Союза писателей СССР по приключенческой и научно-фантастической литературе. В 1957 году в составе украинской правительственной делегации принимал участие в работе Генеральной Ассамблеи ООН. С 1966 года — член ЦК КПУ. Избирался депутатом ВС СССР 9-го созыва и ВС УССР 7—8-го созывов.
Умер 2 марта 1995 года. Похоронен в Киеве на Байковом кладбище.

## Творчество
Впервые В. Козаченко опубликовали в «Литературной газете» 1938 года. В 1938—1941 вышли его повести «Пегас», «Даниил Скоробогатько», «Первый взвод», сборник рассказов «Золотая грамота» (1939). Тематика большинства его произведений — война и революция. Например, сочинение «Памятник» — о командире РККА. Революционно-героическая романтика прослеживается в его произведениях «В лаборатории», «В стране героев». Некоторые из его рассказов критики считали несколько упрощенными, но в целом его творчество в свое время было интересно тогдашнему читателю.
В 1939 году вышел первый сборник рассказов писателя «Золотая грамота». Из самых заметных произведений В. Козаченко раннего периода следует отметить повесть «Первый взвод», вышедшую отдельной книгой в 1941 году. Это рассказ о буднях Красной армии (первая часть — «Песня о лагерях»), про её освободительный поход на западноукраинские земли в 1939 году (вторая часть — «Песня о солнце»).
В 1942 году написал повесть «Цена жизни» о героической борьбе подпольщиков против оккупантов. В 1945 году выходит его сборник «Три лета», из рассказов которой возникают решительные и непримиримые в борьбе с фашизмом советские люди. В сборник входит рассказ «Их было сорок». Стиль написания этих рассказов скорее публицистический, чем чисто художественный. Также В. Козаченко принадлежат такие рассказы как «Личное дело Акулины Улинец», «Новые потоки», очерки «Восемьсот миллионов», «Нью-Йорк вблизи», повести «Сердце матери», «Сальвия» и др. Для становления В. Козаченко, как и вообще для истории украинской прозы на военно-патриотическую тему, показательны две ранние его повести — «Аттестат зрелости» и «Сердце матери», которые стали популярными, особенно среди молодых читателей. Произведения сегодня насчитывают два десятка изданий и переведены на русский, белорусский, молдавский, азербайджанский, а также на польский, чешский языки.
Несколько повестей и рассказов прозаик посвятил послевоенной деревне: «Новые Потоки», «Личное дело Калины Улинец», «Заре навстречу» и другие. В ряде рассказов обрисовал тружеников современного Донбасса, эпизоды из международной жизни («Характер», «Бизнес рыжего Фредди», «Восемьсот миллионов»).
Отдельные произведения В. Козаченко выходили на русском, болгарском, армянском, литовском, немецком, польском, венгерском, французском и других языках.

## Награды и премии
- два ордена Ленина (28.10.1967; 23.3.1973)
- орден Отечественной войны II степени (11.3.1985)
- орден Трудового Красного Знамени (24.11.1960)
- орден «Знак Почёта» (18.4.1963)
- медаль «Партизану Отечественной войны» I степени
- медали
- Государственная премия УССР имени Т. Г. Шевченко (1971) — за цикл повестей «Цена жизни», «Горячие руки», «Молния», «Письма из патрона», «Аринка Калиновская», «Белое пятно»)
- серебряная медаль имени Александра Фадеева (1973) — за повести «Молния» и «Белое пятно»
- премия ЛКСМУ имени Н. А. Островского (1963) — за повесть «Молния»